# Mercedes (Buenos Aires)
La ciudad de Mercedes, surgida de la primigenia Guardia de Luján, es, desde 1865, la cabecera del partido homónimo, ubicada en la provincia de Buenos Aires, Argentina. Está situada a 105,9 km hacia el oeste de la Ciudad Autónoma de Buenos Aires y a 152 km de La Plata. Surgió en 1745 como un fortín, que albergó un poblado en 1752 y que fue trasladado al lugar actual en 1779. Es una de las pocas ciudades de Argentina donde convergen tres líneas ferroviarias, que la unen a los grandes centros de consumo del interior y del exterior. Esto motivó que a finales del siglo XIX, esta ciudad fuera propuesta como capital de la provincia de Buenos Aires, hecho que no ocurrió pero que en ese entonces le dio la denominación de «La Perla del Oeste». 
La ciudad es cabecera del Dto. Judicial Mercedes y del Arzobispado de Mercedes - Luján.
La neogótica Catedral Basílica Nuestra Señora de las Mercedes —cabeza de la arquidiócesis— se encuentra frente a lo que es el corazón de la ciudad, la Plaza San Martín, al igual que el Palacio Municipal y numerosos cafés y restaurantes.
Es sede de la «Fiesta Nacional del Salame Quintero», la «Fiesta Nacional del Durazno» y la «Fiesta Provincial de la Torta Frita» por lo que, junto con su cercanía a Buenos Aires, es un importante centro de mini-turismo, en particular por el fácil acceso a través de la Autopista del Oeste. Posee un hermoso entorno natural típico de la pampa húmeda que se puede apreciar recorriendo sus alrededores. Además cuenta con un aeródromo con dos pistas de aterrizaje para aviones de pequeña y mediana envergadura.
en 2010 contaba con 56,116 habitantes (Indec, 2010). Esto representa un incremento respecto del censo anterior, cuando contaba con 51,967 habitantes (Indec, 2001).

## Geografía

### Ubicación
La ciudad de Mercedes se halla a 34°39′ de latitud sur y 59°25′ de longitud oeste, junto al río Luján. Se encuentra a 100 km (1.30h de auto) de Buenos Aires y un poco más lejos, a 152 km (3 h de auto) de La Plata, capital de la provincia.

### Clima
El clima de esta región es del tipo templado húmedo, con una media anual de 16 °C. El invierno es benigno con temperaturas medias de 9 °C, mientras que el verano es suave con una temperatura media de 28 °C.

## Historia

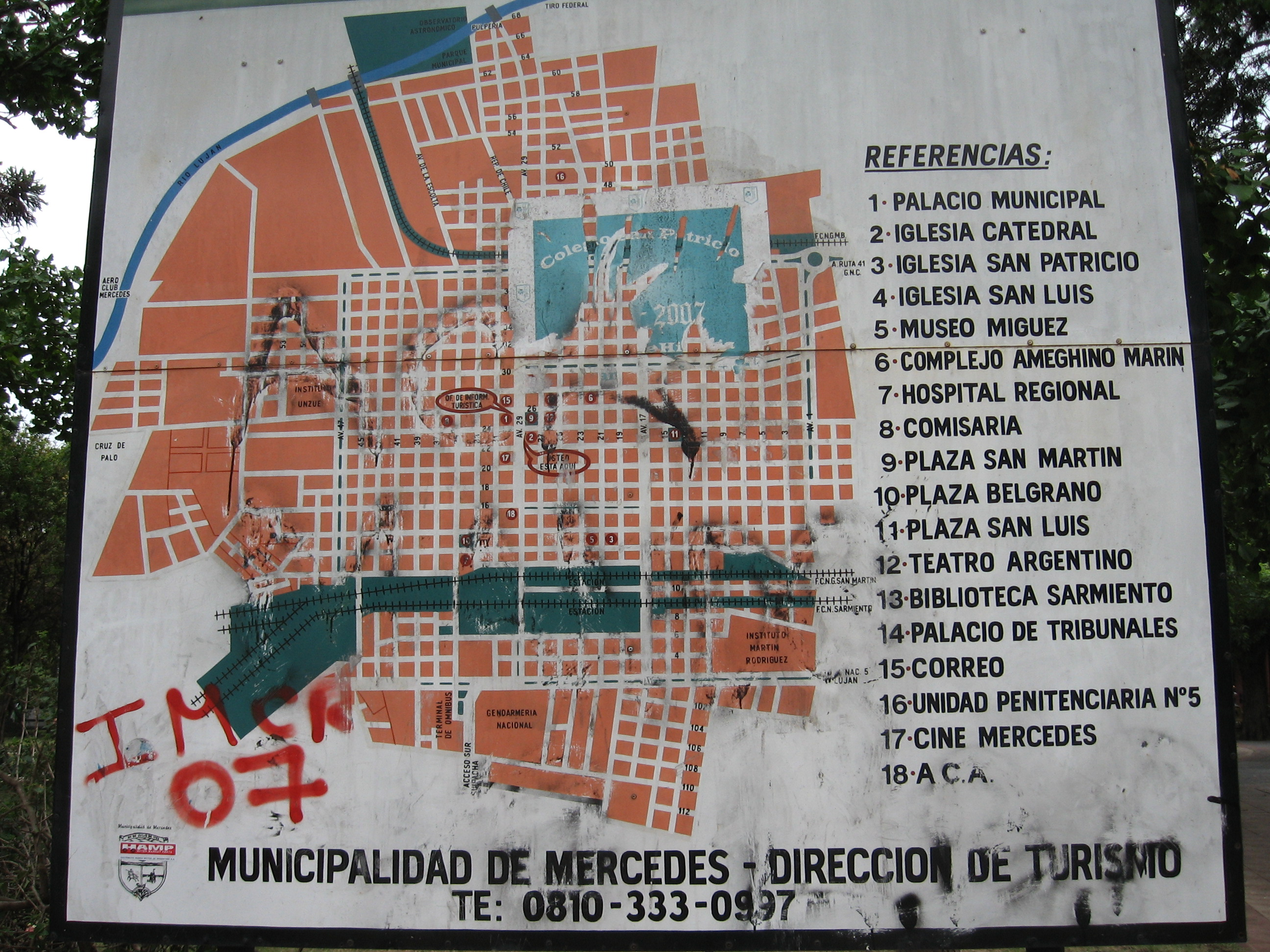
Mapa de la ciudad de Mercedes, señalizando los sitios principales, expuesto en la plaza San Martín.

La fundación de la actual ciudad de Mercedes tuvo lugar en la época colonial, como un intento para contrarrestar los malones. Nació como frontera de conflicto, y como resultado de la tensión con el amerindio (los puelches o pampas fueron los aborígenes de más influencia en la región de Mercedes).
En un principio se trataban de fuertes establecidos alrededor de las fronteras de Buenos Aires, con el propósito de impedir que los ataques llegaran hasta dicha ciudad, y también para reunir a la población dispersa por el campo.
El malón a las estancias de Luján en 1744 fue un factor determinante para que el gobernador rioplatense, el Cabildo de Buenos Aires y los jefes militares, reunidos en junta de guerra el 11 de enero de 1745, resolvieran la construcción de fuertes como mejor medio para contenerlos.
Sin embargo, los milicianos —que eran los encargados del fuerte— desertaban ya que permanecer allí los obligaba a desatender sus estancias. Ante la necesidad de establecer un ejército profesional, en 1745 se creó al Cuerpo de Caballería Blandengues de la Frontera para frenar el avance de los aborígenes en el sudoeste de la provincia de Buenos Aires y fueron creadas tres compañías teniendo cada una como destino un fuerte de frontera y bautizadas como La Valerosa, La Atrevida y La Invencible.
Así fue que nació a principios del mismo año la «Guardia de Luján» —que era como se llamaba a la actual ciudad de Mercedes en ese entonces por hallarse a 7 leguas del santuario homónimo— en el primer sitio de emplazamiento que fue en el paraje conocido como Laguna Brava, siendo la obra dirigida por el maestre de campo Juan de San Martín y de esta forma se constituyó en la primera línea de avance en las campañas al desierto.
Mercedes dejó de ser solo un puesto avanzado militar y se transformó en una población permanente el 25 de junio de 1752, con la llegada de la primera compañía La Valerosa que estaba constituida por unos 53 soldados aproximadamente y al mando de José de Zárate —se supone que este cuerpo estaba ubicado en lo que es hoy la plaza San Luis y también en la "Cañada"— y en 1777 el virrey Pedro de Ceballos consideró hacer un traslado, pero este no se efectuó.
El traslado hacia el sitio ocupado en la actualidad fue realizado por el virrey Juan José de Vértiz, quedando establecido el 8 de mayo de 1779 para mejorar los fortines, situarlos en posiciones más estratégicas y construir nuevas defensas, levantándose un nuevo fuerte —donde actualmente se encuentra la ciudad en lo que es hoy la Municipalidad de Mercedes, en la avenida 29 entre las calles 26 y 24, por lo que este fuerte abarcaba una manzana y media— y una incipiente población en torno al mismo. Pocos años después su parroquia se independizó de la de Luján.
En 1812 recibió el atributo de partido como consecuencia de su gran crecimiento y el 30 de noviembre de 1830 se elevó al gobierno la nueva traza de sus calles. La primera autoridad municipal se constituyó en 1856 y el 3 de marzo de 1865, el gobernador Mariano Saavedra, coincidiendo con la inauguración de la estación ferroviaria, le puso oficialmente el nombre de “Ciudad de Mercedes”.
En 1886 se instituyó el actual régimen municipal con la figura de Intendente y del Concejo Deliberante.

## Demografía
Cuenta con 56,116 habitantes (Indec, 2010), lo que representa un incremento del 7,98% frente a los 51,967 habitantes (Indec, 2001) del censo anterior.
| Gráfica de evolución demográfica de Mercedes entre 1869 y 2010 |
|                                                                |
| Fuentes: INDEC                                                 |

## Escudo

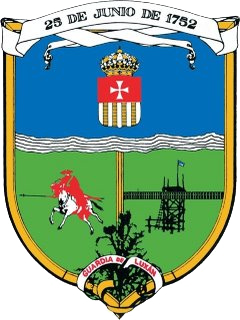
Escudo de la ciudad de Mercedes.

Forma: ojival invertido antiguo cortado y medio partido cuarteles inferiores cortados, con gruesa filera de oro y timbrado.
Trae en el primer cuartel sobre tapiz de azur celeste en el jefe un escudo de armas real de Aragón: en el primer cuartel la «cruz de Íñigo Arista», considerada como el emblema tradicional del Aragón antiguo de plata sobre tapiz de azur, en el segundo cuartel recoge las cinco barras de Aragón de gules sobre tapiz de oro que constituían la «Señal Real de Aragón» coronado con la Corona de Aragón de oro y por encima una cinta de plata en moño simple y extremos terminados en guirnalda.
Separando el primer cuartel de la división inferior una franja ondeada de azur.
Trae en el segundo cuartel cortado sobre tapiz de azur celeste superior y de sinople el inferior, una figura ecuestre uniformado de gules con un sable envainado y la mano diestra blandiendo una lanza y montada sobre caballo de su color en actitud de arranque hacia la diestra, en la división siniestra también con tapiz de sinople un fuerte con un mangrullo de su color.
En la punta resaltada una mata de cardos en flor foliados de sinople y plata surmontados con una divisa de plata cargada con un lema de calidad de gules.
Ornamentos: como timbre sobre el borde superior del blasón una divisa de plata y forro de sable plegada sobre sí mismo en sus extremos con un lema con fechas de letras capitales romanas de sable.

### Simbología
En la cinta superior se puede apreciar la fecha de fundación: 25 de junio de 1752.
Escudo Real: consta de tres elementos heráldicos: Las armas reales de Aragón: cuatro palos gules en campo de oro. La cruz militar de plata, en campo gules y la Corona Real del escudo aragonés.
Río Luján: sobre su margen derecha se construyó el antiguo fuerte de la Guardia de Luján, se presentará de frente como cara ambas márgenes en trazos movidos y el curso de la corriente en descenso, en líneas ondeadas y quebradas.
Blandengues: el soldado del Regimiento de Caballería Blandengues fue creado en 1752 para defensa fronteriza contra el indio. Se presentará un soldado de dicho regimiento, montado en caballo tordillo, reyuno, visto de frente por su costado izquierdo en arranque en briosa carrera, llevará uniforme de regimiento, de su costado izquierdo penderá el sable envainado y en la mano derecha blandirá la lanza en actitud de ataque.
Fuerte Guardia de Luján: primer jalón propiamente dicho de muchas poblaciones, que luego pasaron a ser vanguardia de progreso, es el origen de Mercedes y por ello se destaca en el escudo.
Mata de Cardo en Flor: natural exponente de la feracidad de la tierra, es en su ruda belleza el fiel testigo de la lucha heroica que demandara la conquista de esa pampa ubérrima, pero inmensamente grande y bravía. La cinta sobre ella tiene la inscripción GUARDIA DE LUXÁN en rojo.

## Cultura

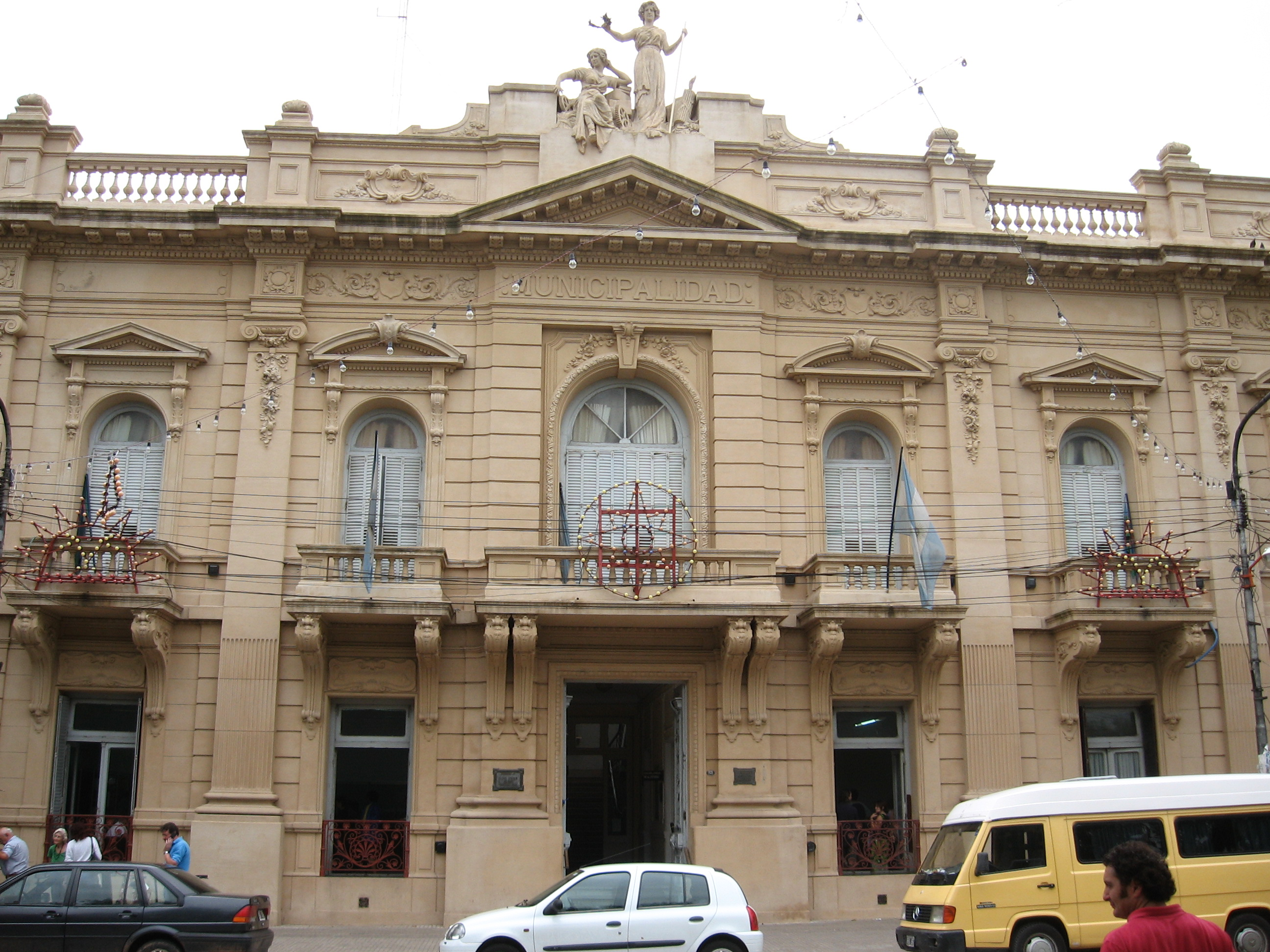
Palacio Municipal de Mercedes.

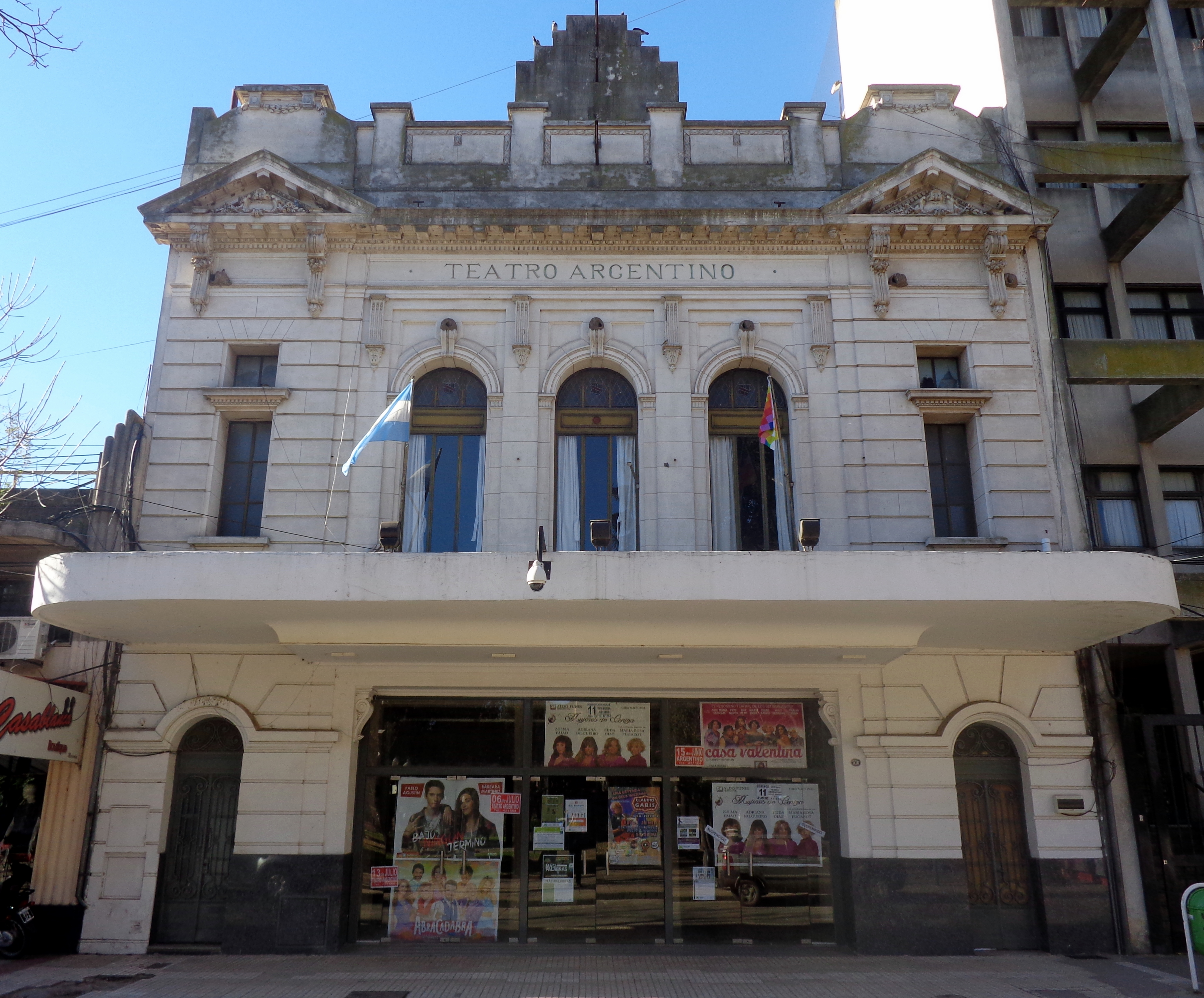
Centro Cultural Dr. Julio César Gioscio (ex Teatro Argentino).

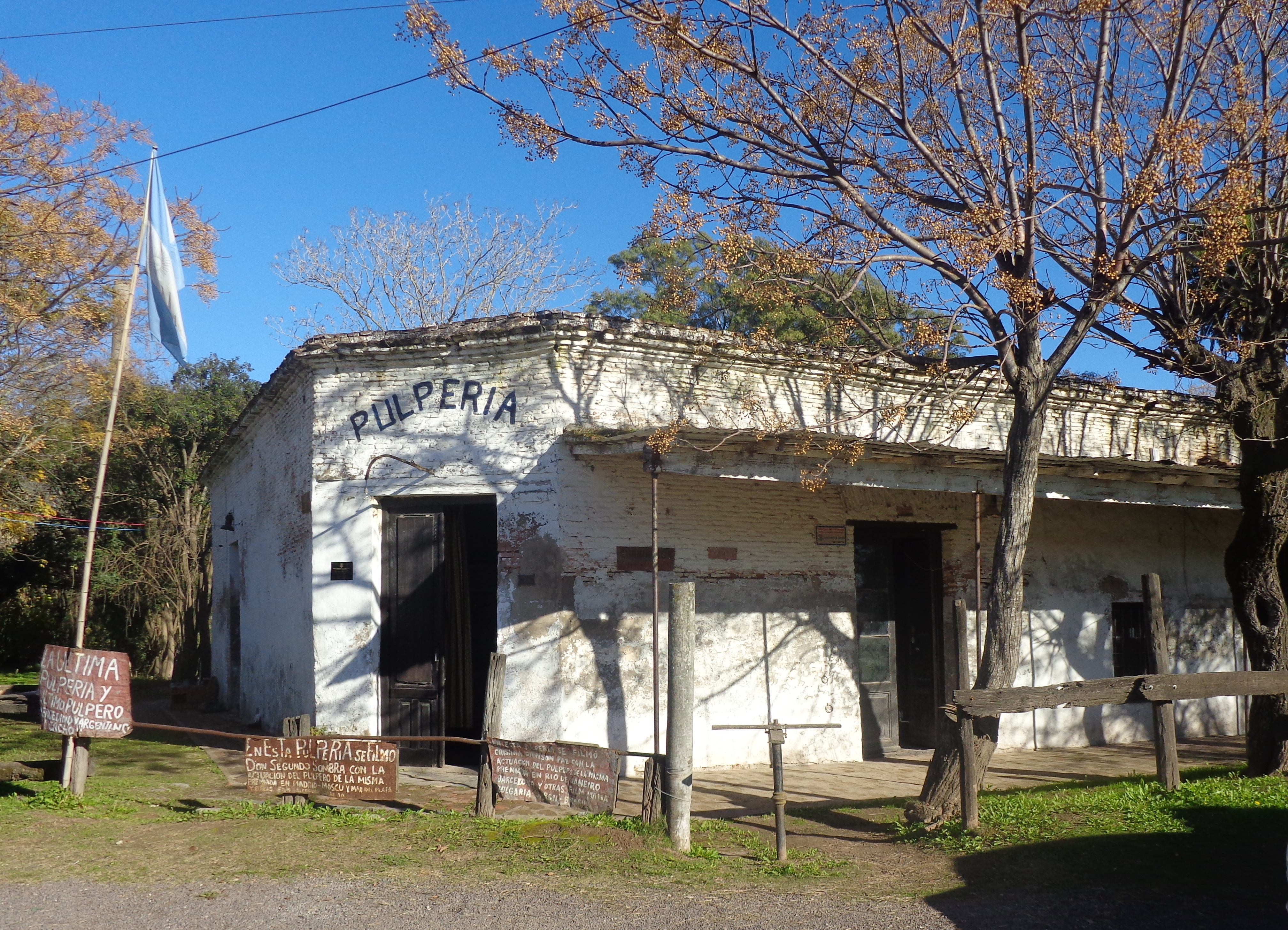
La Pulpería de "Cacho" Di Catarina.

En las afueras de Mercedes hay una antigua pulpería construida en medio del campo, a la vera del río Luján en 1830. Tuvo varios propietarios hasta 1910; año en que toma posesión Salvador Pérez Méndez, abuelo de Roberto Cacho Di Catarina, quien lo adquiere en 1959, hasta el día de su fallecimiento el 26 de junio de 2009. La Pulpería de Cacho Di Catarina, conocida como La Pulpería de Cacho, es una de las últimas pulperías de la región pampeana que todavía mantiene su fachada intacta incluso el palenque donde los paisanos ataban sus caballos, con paredes de ladrillo de 45 cm de espesor de la época. En su interior el mobiliario, sus pisos de ladrillos, sus techos de tirantería originales de su tiempo. Varios personajes famosos frecuentaron el lugar, de hecho, era una de las pulperías visitadas por el gaucho Juan Moreira, del que aún se conserva el pedido de captura original que data del año 1868. La pulpería ha sido escenario natural para películas como Don Segundo Sombra, en la cual "Cacho" personificó su propio papel de pulpero.
Ventas habituales, bailes, peñas folklóricas, campeonatos de bochas y fútbol, y el histórico truco, continuaron atrayendo a multitudes hacia la pulpería Cacho Dicatarina cuyo dueño era todo un personaje tradicional de la zona. Actualmente, la pulpería es atendida por su hermana, Aída Di Catarina. En el año 2004 fue declarada "Patrimonio Histórico Municipal".
La Cruz de Palo es un monumento histórico de la ciudad ubicado sobre la prolongación de la calle 26 e inmediata al puente Tres de Marzo, sobre el río Luján. Este monumento fue colocado a mediados del siglo XIX en memoria de los que cayeron en combate contra el indio en el que fue el último ataque indígena a Mercedes el 23 de octubre de 1823. En un acto de justicia, se colocó una placa al lado de dicho monumento para recordar también a los nativos que murieron defendiendo sus tierras.
El Centro Cultural Dr. Julio César Gioscio (ex Teatro Argentino) se encuentra ubicado en la calle 27 e/24 y 26, denominado de esta manera por la adquisición del edificio por parte de la municipalidad durante su gestión. Desde 1931 funcionaba allí el popular "Cine Argentino". En 1984 el Municipio lo adquiere y lo transforma en el actual Centro Cultural. Hoy en día se llevan a cabo innumerables espectáculos musicales, obras de teatro, y danzas de artistas locales y foráneos. Su sala mayor es utilizada como salón de usos múltiples para diferentes eventos como Ronda de Negocios, desfiles de modas, muestras, exposiciones, conferencias, etc.
En el centro hay gran cantidad de cafés, restaurantes, locales comerciales y clubes tradicionales. Podríamos destacar al Club Mercedes y al Club del Progreso, al Círculo Italiano, a la heladería Aloisio, la pizzería Sorrento, al café y restaurante La Recova (albergado en uno de los edificios más antiguos del centro), a distintas casas de ropa, de juguetes, a la farmacia llamada hoy De la Merced, en la intersección de las calles 24 y 27, etc.

### Fiestas culturales
- Doble Bragado: competencia ciclística tradicional, en el casco urbano y en las principales avenidas de la ciudad se realizan sprint de velocidad, creando un colorido y espíritu deportivo en todos los que la presencian. Se realiza durante el mes de enero.

- Corsos Mercedinos: realizados durante el mes de febrero, los corsos mercedinos congregan a más de 30 000 personas por noche. El color de los trajes, las carrozas, los bailes murgueros, las comparsas y el son de la música acompaña el paso de esta fiesta.

- Encuentro Internacional de Motos: se realiza en el predio del parque municipal Independencia y ha llegado a convocar a más de 3 mil motos de agrupaciones nacionales e internacionales. Se realiza durante el mes de marzo.

- Fiesta Provincial de la Torta Frita: esta fiesta cuenta con una gran popularidad para todas aquellas familias que visitan Mercedes para sumarse a los festejos que, desde 1999 y de forma consecutiva, están integrados por una amplia gama de actividades con propuestas gastronómicas de la región, números musicales y la elección de la «mejor tortera del año» como cierre del acto.

- Desfile criollo del 25 de Mayo: fiesta patria realizada con tropillas, carruajes antiguos y las distintas agrupaciones gauchas que compiten con sus emprendados y hermosos caballos.

- Salón Anual de Pintura: durante el mes de junio se realiza esta exposición que tiene la presencia de obras de gran valor y calidad de artistas locales, provinciales y nacionales, donde la obra ganadora es adquirida por la Municipalidad de Mercedes.

- Fiesta del Libro: evento que se desarrolla en el ámbito del Centro Cultural Dr. Julio César Gioscio. Dentro de ese marco se convocan escritores, periodistas y público en general. Se hacen charlas y cursos de diferentes temáticas. Se cuenta con la presencia de artistas.

- Fiesta Nacional del Salame Quintero: la Fiesta del Salame Quintero es una tradición instalada desde 1975 durante el mes de septiembre. Está organizada por una comisión de festejos, junto a la Municipalidad de Mercedes. El programa de actividades está elaborado para los visitantes y amigos que lleguen a la ciudad a mediados de septiembre. Este incluye una recorrida para conocer la ciudad, y una tarde de campo con espectáculo folklórico, carrera de cerdos y de sortija. Asimismo también se realiza un almuerzo donde el plato principal es el salame. Simultáneamente hay distintos espectáculos y ferias de productos artesanales de la zona. La fiesta concluye con un gran concurso y entrega de premios para el mejor salame mercedino.

- Fiesta Nacional del Durazno: la idea de organizar en Mercedes la Fiesta del Durazno surge allá por el año 1966. El Intendente de Mercedes, Juan Carlos Uncal Donnelly, vio la posibilidad de poder honrar a los hombres que en las quintas de Mercedes produjeran tan exquisita y copiosa cantidad de duraznos y a la vez promocionar su producción y calidad. Así es como de común acuerdo con el Dr. Luis Bereterbide convocaron a un grupo de fruticultores y se les propuso la iniciativa de la fiesta anual. Esta primera etapa de la fiesta fue del año 1967 a 1979. Posteriormente se produce un impasse de once años y por iniciativa del gobierno del intendente municipal, Dr. Julio César Gioscio, se reflota la idea de la realización de esta fiesta anual, arrancando a partir de 1991 la segunda etapa. En diciembre del año 2003, ya con la administración del intendente Carlos Selva, pasa a realizarse en el predio del ex Instituto Martín Rodríguez y cobra gran relevancia con la excelente calidad de artistas que empiezan a actuar sobre el escenario. La fiesta concluye con la elección de la Reina de la Fiesta Nacional del Durazno y su corte de Princesas.

### Santa Patrona
La Santa Patrona de la ciudad de Mercedes es Nuestra Señora de las Mercedes, cuya fiesta se celebra el 24 de septiembre.

## Deporte
El Club Mercedes participante de la Primera C, cuarta categoría del fútbol argentino es el club más importante de la ciudad. El apodado “blanquinegro” disputa sus partidos como local en el Estadio de la Liga Mercedina.

## Educación
La ciudad de Mercedes cuenta con numerosas instituciones educativas de los distintos niveles, tanto públicas como privadas. Entre ellas se encuentran: la Escuela Normal Superior Capitán General Justo José de Urquiza (calle 29 e/ 36 y 38), la Escuela N.º 1 Víctor Mercante (calle 24 y 15), la Escuela Media N.º 3 Florentino Ameghino (ex Colegio Nacional) (calle 17 e/30 y 32), el Colegio San Patricio (calle 12 e/19 y 21), el Colegio Santa María (calle 3 y 38), el Colegio Pio X (calle 25 e/12 y 14), la Escuela San Antonio de Padua (Calle 28 y 13), el Instituto Nuestra Señora de la Misericordia (calle 29 e/28 y 30), el Instituto Parroquial Padre Ansaldo (calle 15 y 114),  el Instituto Madre Camila Rolón (calle 19 y 114), y La Escuela de Educación Técnica N.º 1 (calle 31 y 4), entre otras.
También hay instituciones de estudios terciarios en donde se dictan distintas carreras (profesorados y técnicaturas). El Instituto de Formación Docente y Técnica N.º 7 (calle 24 y 15) es público, mientras que el Instituto Superior de Formación Docente y Técnica Ciudad de Mercedes (calle 15 y 114) es privado.
En cuanto a instituciones académicas refiere, Mercedes cuenta con una Sede Regional de la UBA; inaugurado en 2007, el Centro Universitario Regional Mercedes (Avenida 47 Esq. 26 —Instituto Unzué—), representó finalmente la llegada de la UBA a la región. La intendencia se acercó a la universidad durante la gestión del exrector Guillermo Jaim Etcheverry, para proponerlo, como hicieron con otras universidades, de las que no obtuvieron respuesta favorable. Finalmente, el exrector de la universidad Rubén Hallú, dio el visto bueno y en dos semanas, tiempo récord en estas cuestiones, se dio forma al acuerdo.
El centro regional de Mercedes comenzó por dictar las materias del CBC que corresponden a las carreras de Veterinaria y Agronomía, las más vinculadas con las actividades productivas de la zona.

## Plazas
Mercedes en la planta urbana cuenta con un número importante de espacios verdes que actúan como verdaderos pulmones para la ciudad, como así también se han constituido, en los últimos tiempos, en una buena alternativa de recreación y esparcimiento para los habitantes cualquiera sea su edad; fundamentalmente, durante los días hábiles, cuando el tiempo libre del que se dispone para este tipo de actividades es considerablemente menor a los fines de semana; razón por la cual, se opta por ellas ante que ir hacia sitios más retirados del centro.
La mayoría de estos espacios cuentan con superficies no menores a los 10 000 m²; ofrecen una vegetación abundante, repartida entre árboles, amplios espacios con césped y floridos canteros y jardines.
Un elemento común a todas las plazas de esta ciudad bonaerense es, a excepción de la Plaza Principal de la ciudad (Plaza San Martín), la presencia de juegos para niños; lo que las convierte en lugares atractivos para los más pequeños.
Entre ellas destacan:
- Plaza General San Martín:[19] existe desde los inicios mismos de la ciudad; es por eso que, el 25 de junio de 2002, cumplió 250 años al igual que la ciudad. En principio solo fue un espacio de tierra por la que transitaban algunos pobladores de a pie y a caballo; pero, a partir de 1856 se construyó, en medio de ella, una pirámide con la estatua de la Libertad en su vértice; en su interior, se guardó celosamente una caja de madera y plomo, con 18 medallas, una de oro y el acta en la que se dispuso su construcción; a partir de aquí, comenzaron a plantarse los primeros árboles y se la cercó. Los adelantos siguieron a través de los años, no solamente cambiando sus pisos de ladrillo por baldosa y su iluminación, sino que también fue cambiando de nombre; de “Principal” a “América” en 1874 y por su actual nombre de “General Don José de San Martín” en 1878 en homenaje al libertador argentino. Su actual trazado sigue un diseño inglés, está surcada por caminos bordeados por jardines que contienen distintas especies arbóreas, todos estos caminos convergen en el centro de la plaza donde se erige el monumento al Gral. San Martín, y en el frente de la misma se encuentra la libertad; sobre la plaza en la esquina de la Av. 29 y calle 24 encontramos el mástil y debajo de este el escudo de la ciudad.

- Plaza Rivadavia (San Luis): la reciente disposición del cambio de ubicación del monolito recordatorio del asentamiento de la Compañía La Valerosa, ubicado en la plazoleta de calles 29 y República de Chile, que dio origen al poblamiento de la hoy Mercedes, lleva a reflexionar sobre el significado histórico y la evolución del lugar elegido para su nuevo emplazamiento: la plaza Rivadavia, comúnmente conocida como plaza San Luis. La propuesta fue presentada por José María Méndez y tuvo la debida aprobación del Honorable Concejo Deliberante por voto unánime, dictando la ordenanza 4992 en fecha 22 de mayo de 2000. El lugar elegido, si bien no está documentado que haya sido el primitivo asentamiento poblacional, posee importancia en la evolución urbana de la ciudad.

- Plaza Belgrano: La plaza Belgrano se encuentra frente al Hospital Blas L. Dubarry, delimitada por las calles 12, 33, 14 y 35. Es una de las plazas más pintorescas de la ciudad de Mercedes. Hay juegos infantiles, una gran fuente en el centro y una rampa para la práctica de skate.

## Iglesias

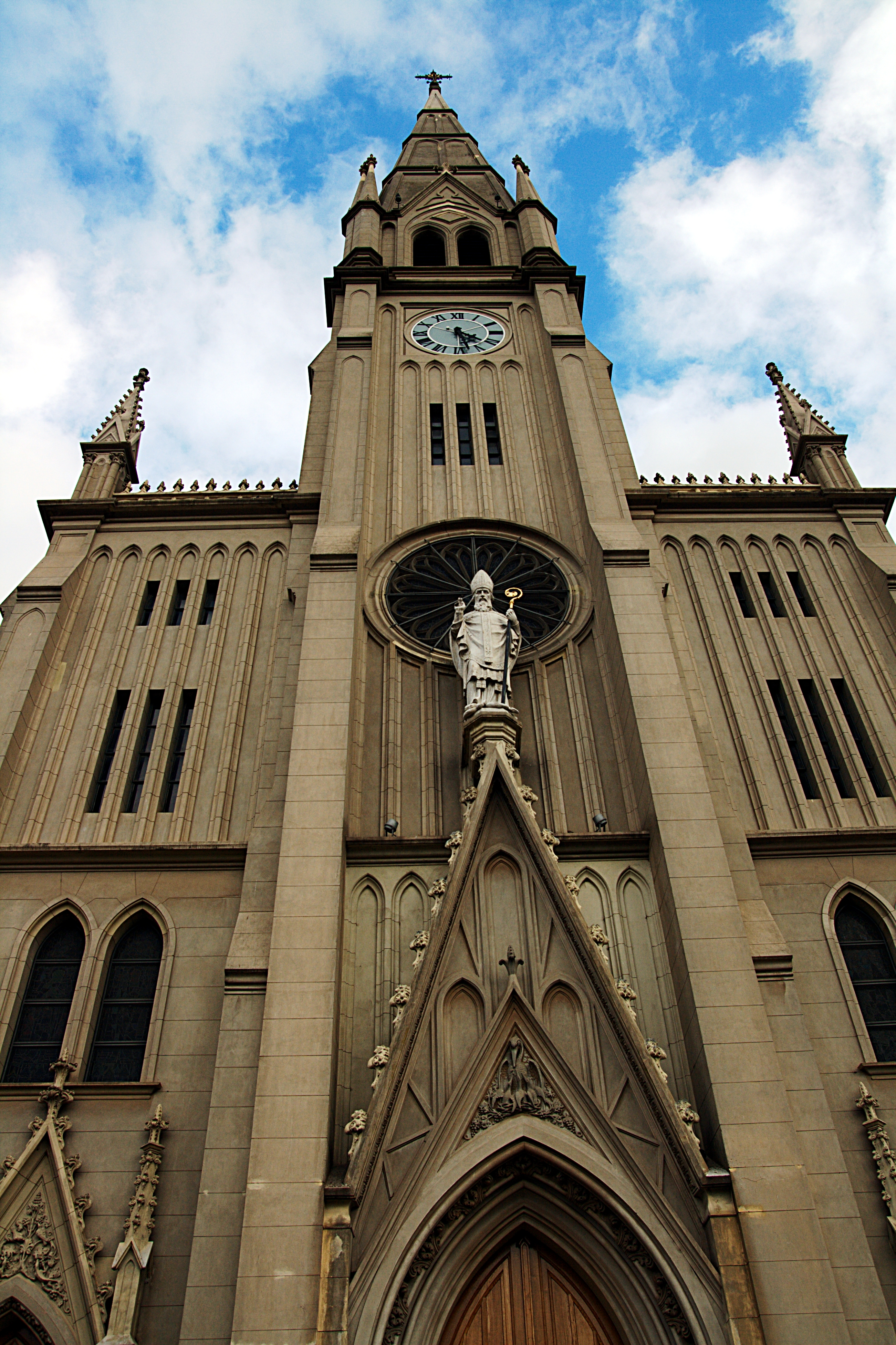
Iglesia San Patricio.

- Catedral Metropolitana Basílica Nuestra Señora de las Mercedes:[20] de estilo neogótico francés fue inaugurada el 16 de abril de 1921. En 1934 la Parroquia de Mercedes adquirió por Bula Papal la dignidad de Iglesia Catedral, y en 2019 fue elevada al rango de Catedral Metropolitana. En el 2010 la Catedral Basílica fue declarada Monumento Histórico Nacional por decreto de la presidenta de la Nación.

- Iglesia San Patricio:[21] inaugurada el 17 de marzo de 1932 y restaurada en 2003, tiene 2500 m² y una serie de vitrales impactantes, comenzando por el de San Patricio coronando en altura la nave central, detrás del altar mayor. En su interior se encuentra el órgano de tubos más grande de Sudamérica, con 4700 tubos con carrillón, traído de Alemania. La Parroquia pertenece a la comunidad Palotina. Se caracteriza por tener gárgolas en su frente; son 18 gárgolas de 4 tipos de animales.

- Iglesia San Luis:[22] obra del arquitecto Pedro Benoit (hijo del mítico francés Pierre Benoit), se inauguró el 27 de octubre de 1891, luego de doce años de obras. En 1893 se le colocó el antiguo reloj de la municipalidad. En junio de 1941 la capilla sanluiseña es erigida como Vicaria Perpetua, así mismo, la Virgen de Luján es declarada Patrona Secundaria. El 23 de diciembre del mismo año, gracias al accionar pastoral de su párroco, la capilla es transformada en Parroquia San Luis Gonzaga.

- Templos Evangélicos: En las últimas décadas se han establecido numerosos templos de tradición protestante con orientación predominantemente evangélica pentecostal.

## Turismo

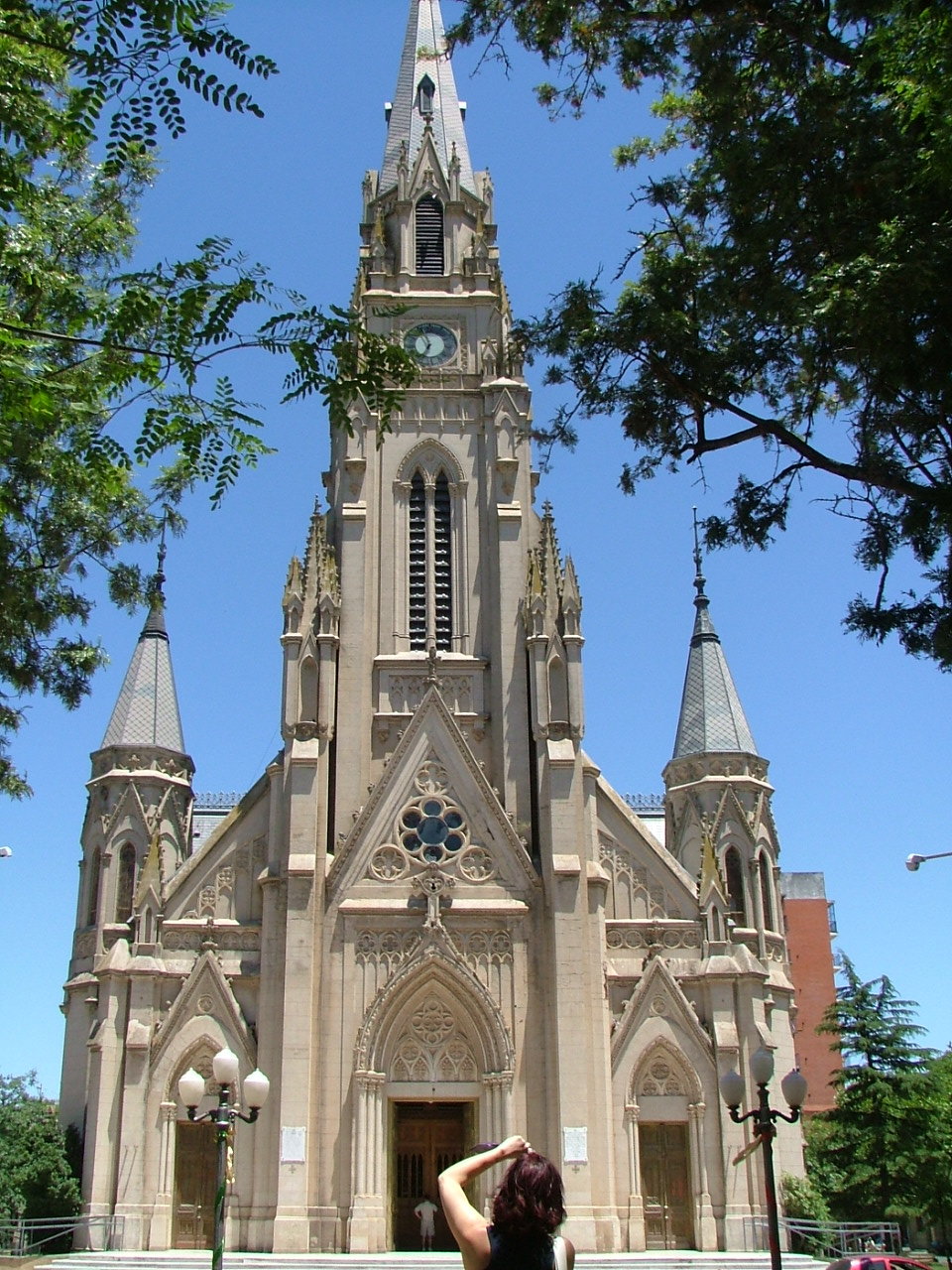
Catedral Basílica Nuestra Señora de las Mercedes.

Mercedes es un centro de mini-turismo ideal para las personas que desean pasar un dinámico fin de semana o unos días de campo rodeados de un bello entorno natural. La ciudad presenta numerosas alternativas para realizar agroturismo, actividades deportivas o visitas a los distintos centros culturales.
El visitante puede disfrutar de las estancias turísticas que ofrecen la posibilidad de realizar actividades campestres, como carreras de sortija, de cerdo, cabalgatas, además de observar distintos espectáculos folklóricos.
Desde la ciudad de Mercedes se puede pasear por uno de los parques municipales más grandes de la provincia, el Parque Municipal Independencia, el cual es una de las postales más paradisíacas de la ciudad. Cuenta con 54 ha de refrescantes bosques con aire puro que lo convierten en un lugar más que apto y propicio para el disfrute de intensas jornadas recreativas y deportivas, así como para la satisfacción plena del relax sin límites, pudiendo acampar sobre la ribera del río Luján que lo atraviesa. Hoy cuenta con una importante infraestructura para disfrutar a pleno la naturaleza (agua potable - baños - mesas y parrillas - piletas - cancha de básquet - cancha de rugby - canchas de fútbol - velódromo - sector para carpas).
En el Aeroclub Mercedes los amantes de la vida al aire libre tienen una oportunidad para disfrutar de nuevas aventuras, pues aquí hay vuelos de bautismo en Piper PA-11 y en Cessna 175 comandados por un guía instructor. Además se realizan saltos de paracaidismo. También cuenta con un espacio destinado a la práctica del aeromodelismo para aquellos que se dedican a la actividad o para los que desean empezar con el hobby.
Otros sitios que se deben conocer en el paso por Mercedes son el Observatorio Astronómico de Mercedes dependiente de la dirección de cultura y educación de la municipalidad de Mercedes, el Palacio Municipal, el Salón del Honorable Concejo Deliberante, la Catedral Basílica Nuestra Señora de las Mercedes, la famosa pulpería «Cacho Dicatarina» que data del año 1830, la Iglesia San Patricio, el museo de Ciencias Naturales «Carlos Ameghino» y el Museo Histórico «Víctor Míguez».
Por otro lado, tanto los Corsos Mercedinos, como la Fiesta Nacional del Salame Quintero y la Fiesta Nacional del Durazno, convocan cada año a más de 15 mil personas para disfrutar de los espectáculos y las demostraciones ofrecidas por los productores tanto de salames como de duraznos.

## Industria
En Mercedes, está radicada la planta industrial de Agrale, que previamente había sido de Dimex y primeramente de Industrias Emilio Sal Lari, que produjo automóviles y utilitarios con mecánica Citroën, entre 1980 y 1990.
En esta ciudad también se encuentra la fábrica Inbioel Argentina la cual fabrica hace más de veinte años los equipos para cirugía traumatológica BTR 2000. La fábrica produce sierras y perforadores para cirugías de grandes portes como lo son los remplazos de cadera o rodilla como así también micro sierras y micro driles para cirugías pequeñas como las de pie o mano.

## Transporte

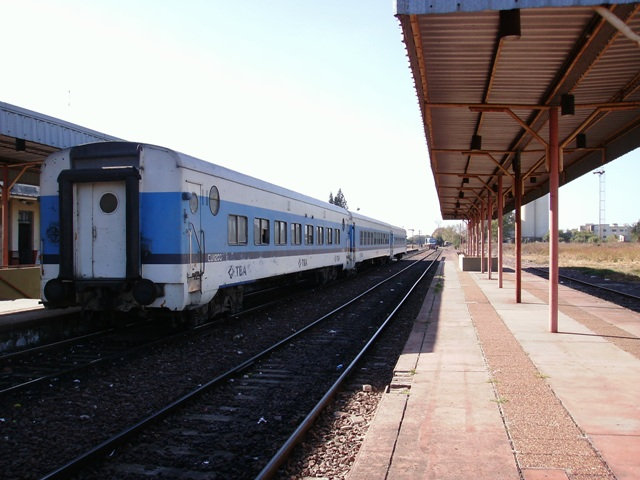
Estación Mercedes (Sarmiento).

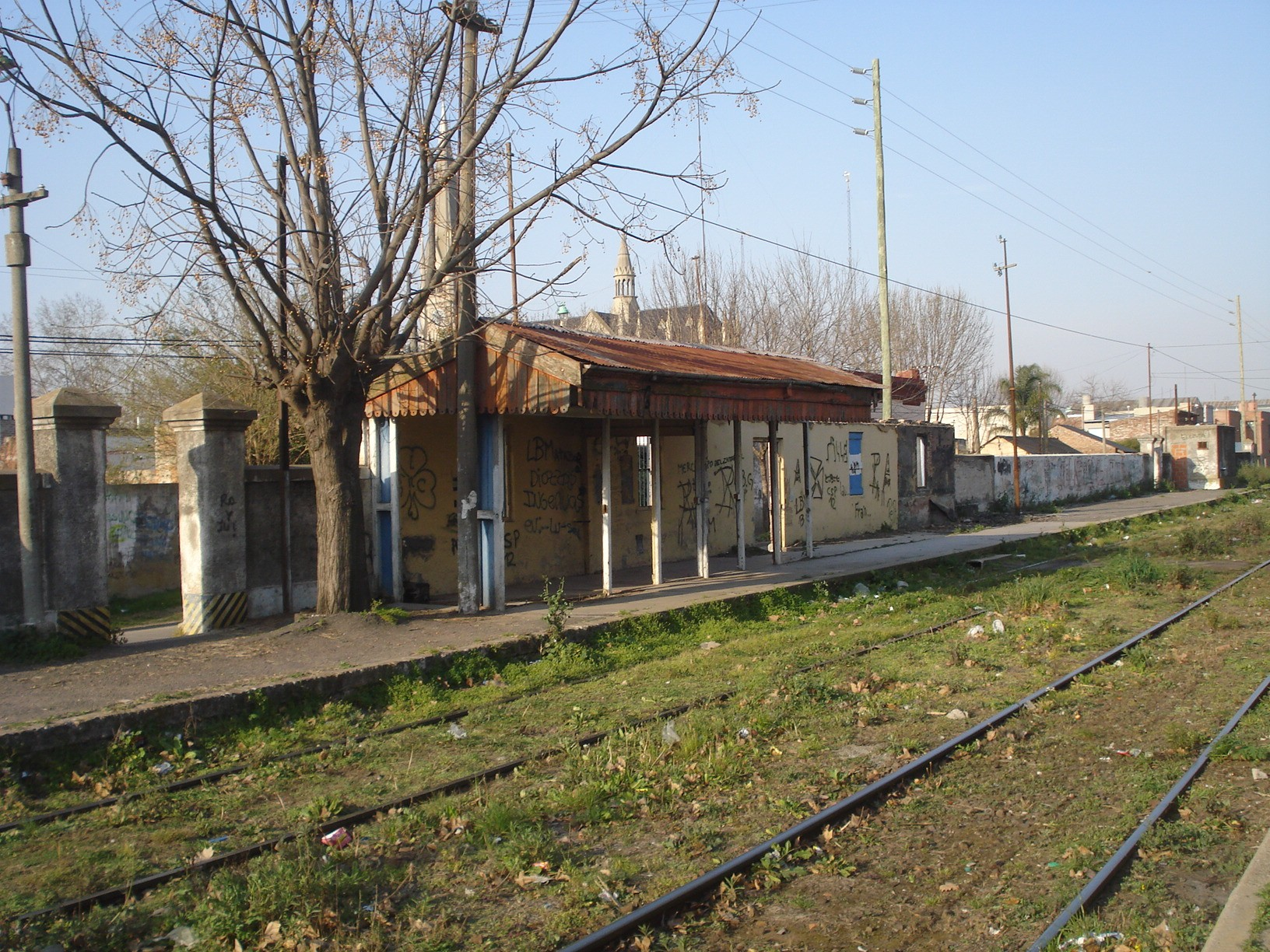
Estación Mercedes P.

La ciudad de Mercedes cuenta con tres estaciones de ferrocarril (dos de ellas en funcionamiento), por las cuales salen y llegan varias veces al día trenes diésel que la conectan con la ciudad de Moreno y, a través de un servicio de tren diferencial, con Once.
- Estación Mercedes (Sarmiento) (calle 6 y 29): de la Línea Sarmiento, actualmente en servicio, por la cual circulan trenes de la empresa estatal Trenes Argentinos Operaciones (cercanías) hacia Moreno y de larga distancia entre Once y Chivilcoy.
- Estación Mercedes P. (calle 6 y 19): del ferrocarril General San Martín, actualmente en servicio, por la cual circulan trenes de Trenes Argentinos Operaciones (larga distancia) entre Retiro y Junín.
- Estación Mercedes (Belgrano) (calle 40 y 29): del ferrocarril General Belgrano, actualmente sin tráfico pero cuya traza se encuentra preservada bajo custodia de la Asociación Amigos del Belgrano.

Por otro lado, cuenta con una terminal de ómnibus de media y larga distancia ubicada sobre la calle 35 e/106 y 108.

### Accesos
Desde la ciudad de Buenos Aires, se llega utilizando la Autopista 25 de Mayo para continuar por el Acceso Oeste y, pocos kilómetros antes de Luján, empalmar con la Ruta Nacional 5 hasta el kilómetro 100. Los carteles de ruta guían perfectamente hasta Mercedes.
Desde Lobos, por Ruta Provincial 41 hacia el norte hasta alcanzar la ciudad destino tras 80 km de recorrido.
Desde Chivilcoy, recorriendo unos 60 km hacia el noreste por Ruta Nacional 5.
Desde San Antonio de Areco, recorriendo unos 50 km hacia el sur por Ruta Provincial 41.

## Distancias
- Capital Federal: 100 km
- La Plata: 152 km
- Luján: 35 km
- Moreno: 62 km
- Merlo: 71 km
- General Rodríguez: 48 km
- Chivilcoy: 65 km
- Lobos: 74 km
- Carmen de Areco: 66 km
- Navarro: 50 km
- San Andrés de Giles: 29 km
- San Antonio de Areco: 53 km
- Chacabuco: 132 km
- Junín: 188 km
- Rosario: 252 km
- Córdoba: 654 km
- Santa Fe: 421 km
- Mar del Plata: 459 km

## Misceláneas
- Mercedes ha sido la ciudad natal de varios deportistas, músicos, escritores y periodistas. No obstante, quizá sea más conocida por ser la ciudad natal del ex presidente de la Nación Héctor J. Cámpora así como la del exmilitar y presidente de facto Jorge Rafael Videla.

- La ciudad está organizada en manzanas de 100 m (al igual que un campo militar romano). Las calles están numeradas con números pares de sur a norte y con números impares de este a oeste. De esta manera, es muy fácil orientarse, encontrar una dirección y calcular distancias a lo largo de la ciudad.

- Mercedes es conocida tanto por sus duraznos como por sus excelentes salames elaborados artesanalmente desde los orígenes mismos de la ciudad, los cuales dan lugar a dos de sus festividades más tradicionales: la Fiesta Nacional del Durazno y la Fiesta Nacional del Salame Quintero. Ambas tienen su propia Reina electa cada año.

## Imágenes

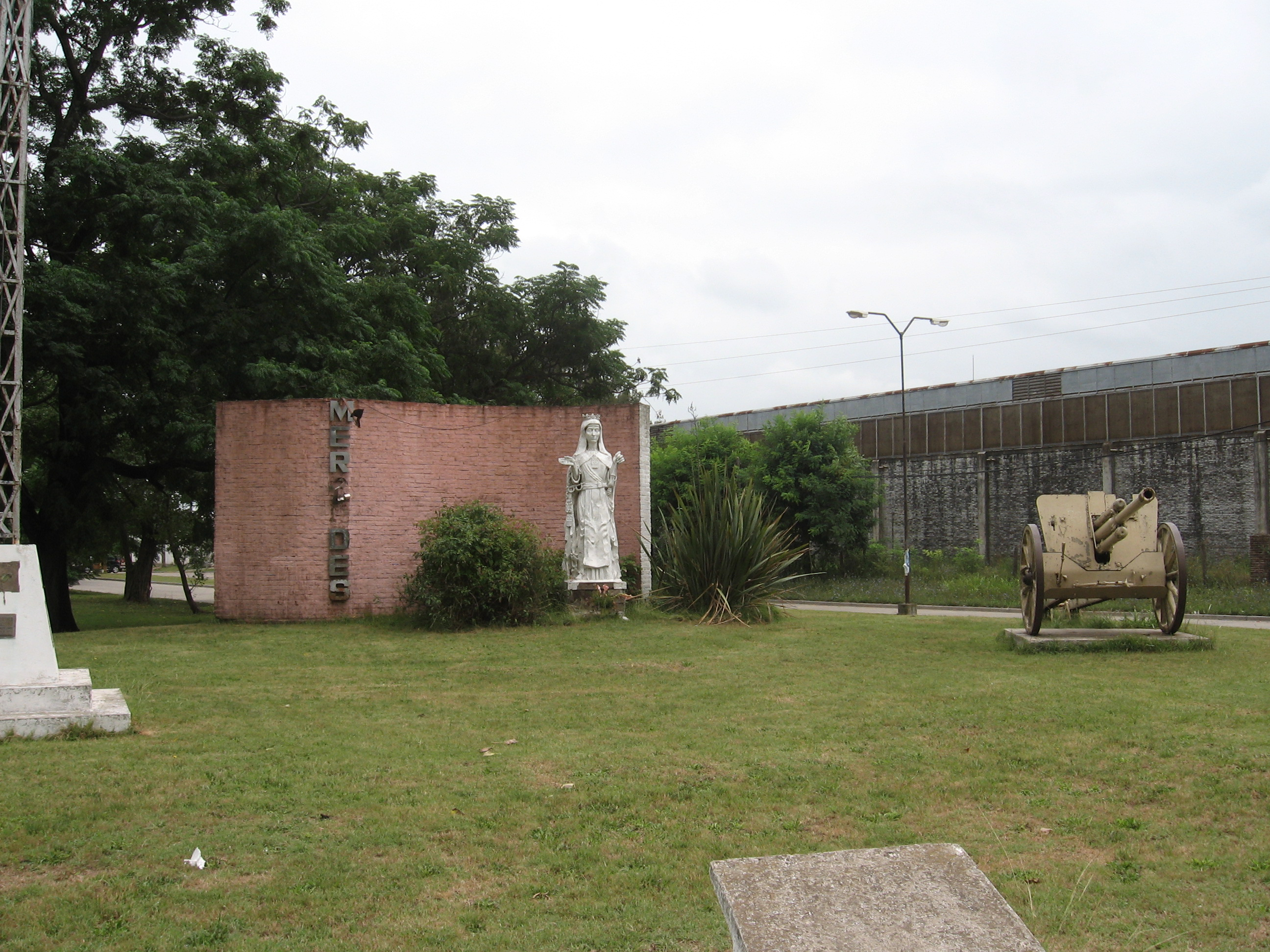
Vista de la señalización en la ruta de la entrada a la ciudad de Mercedes.
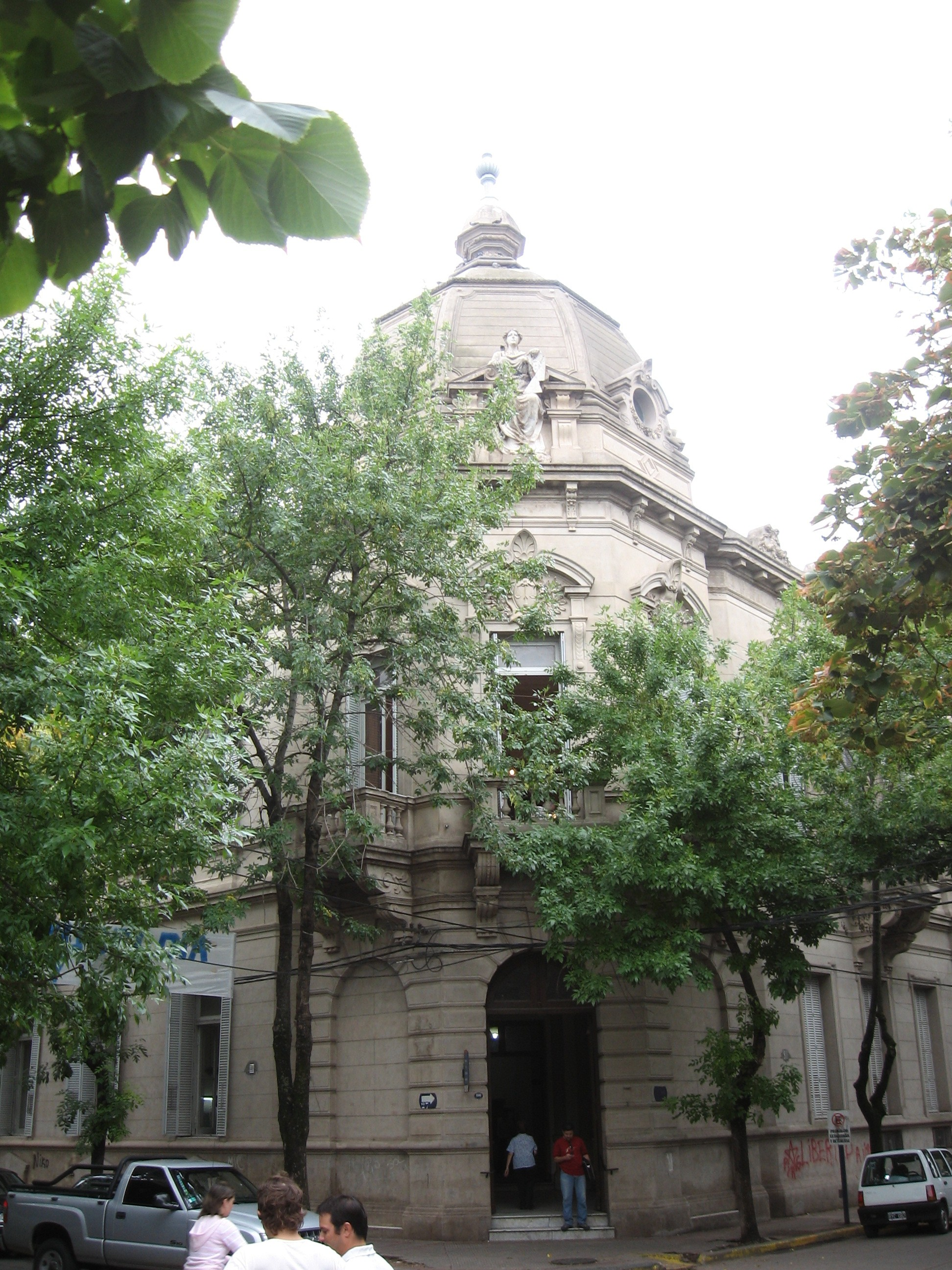
Edificio Central del Palacio de Tribunales.
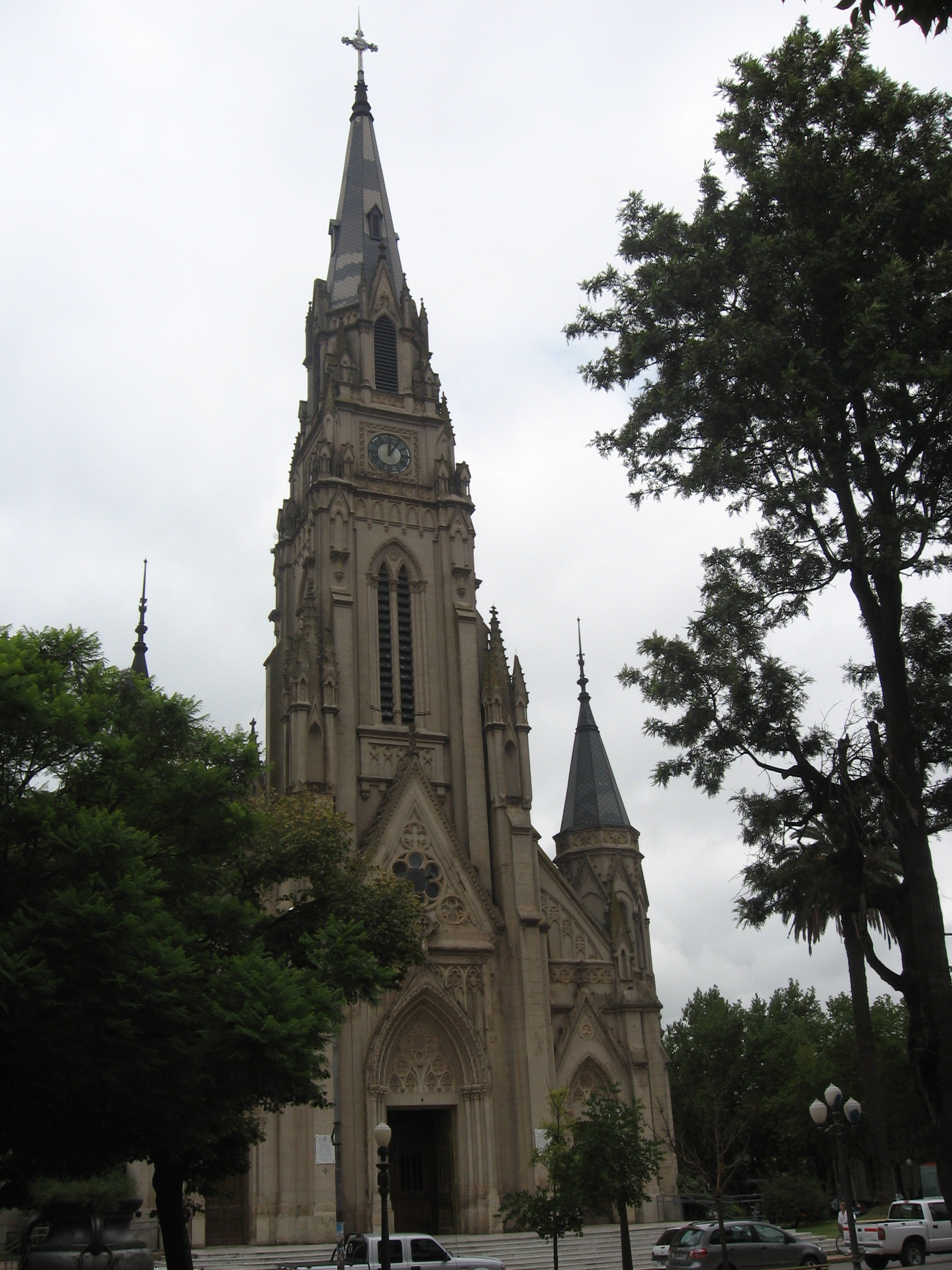
Vista de la Catedral Basílica Nuestra Señora de las Mercedes desde la plaza San Martín.
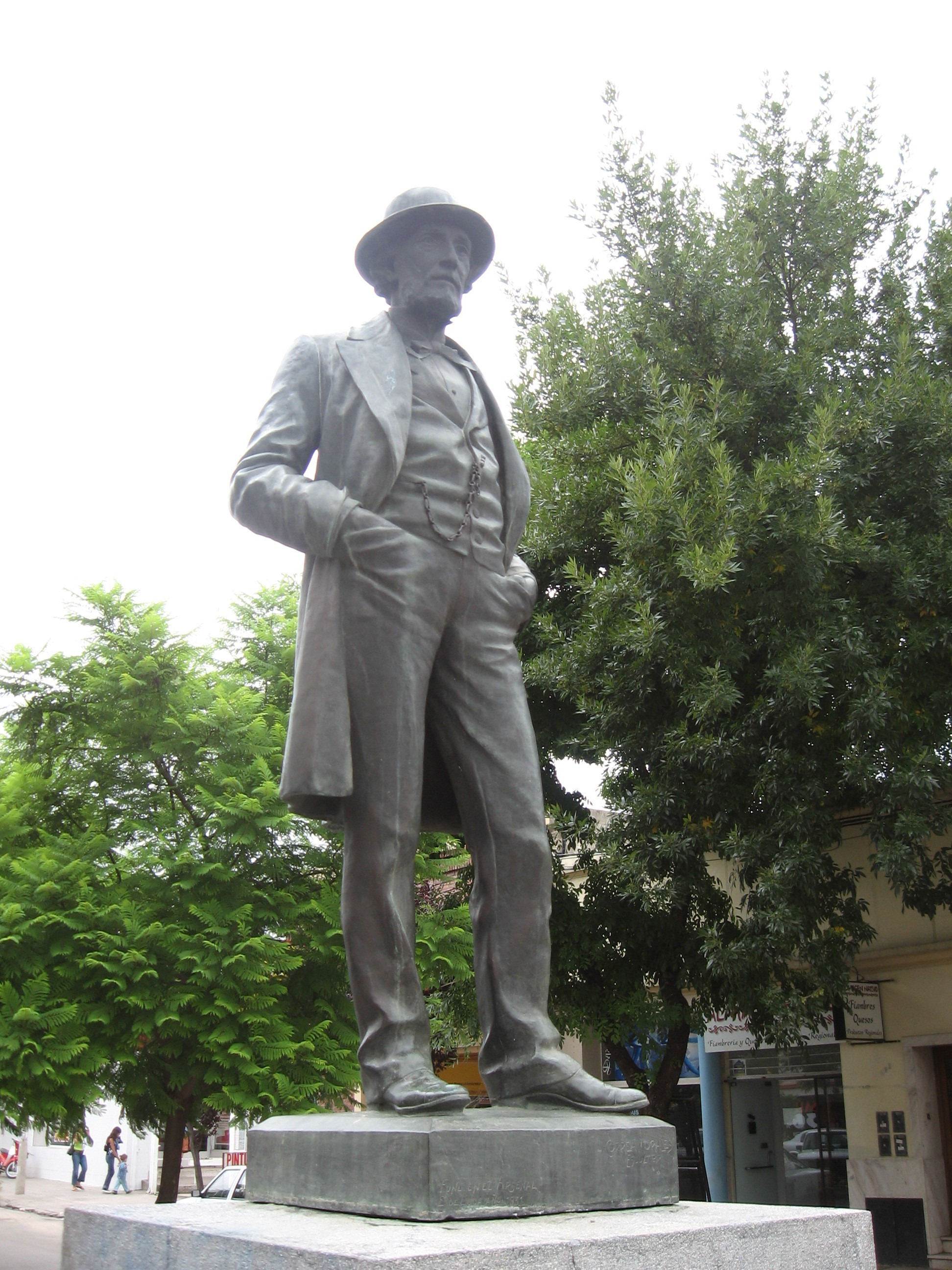
Monumento al expresidente de la Nación Bartolomé Mitre en Mercedes.
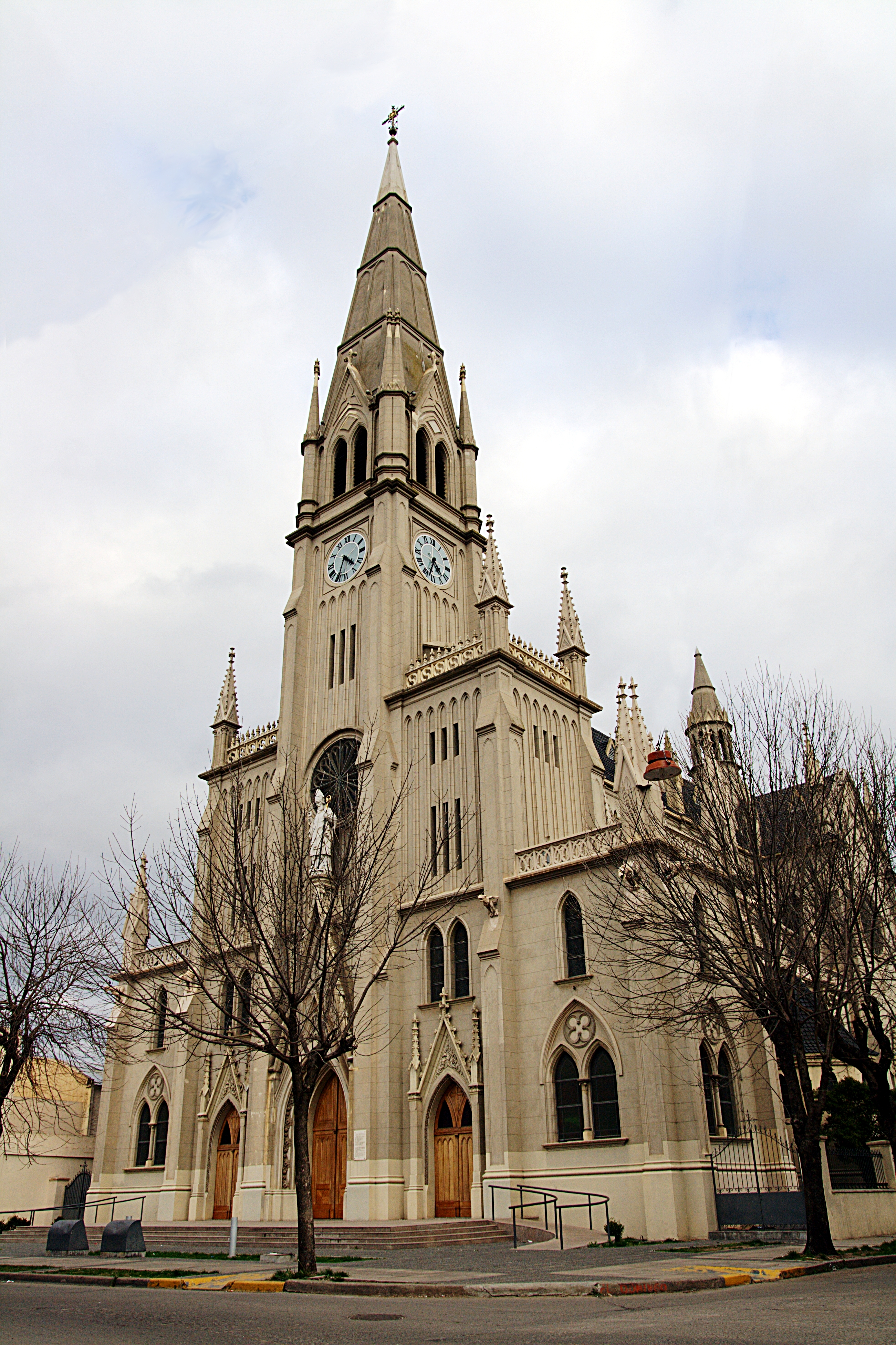
Iglesia San Patricio, ubicada sobre la calle 14 esquina 21.
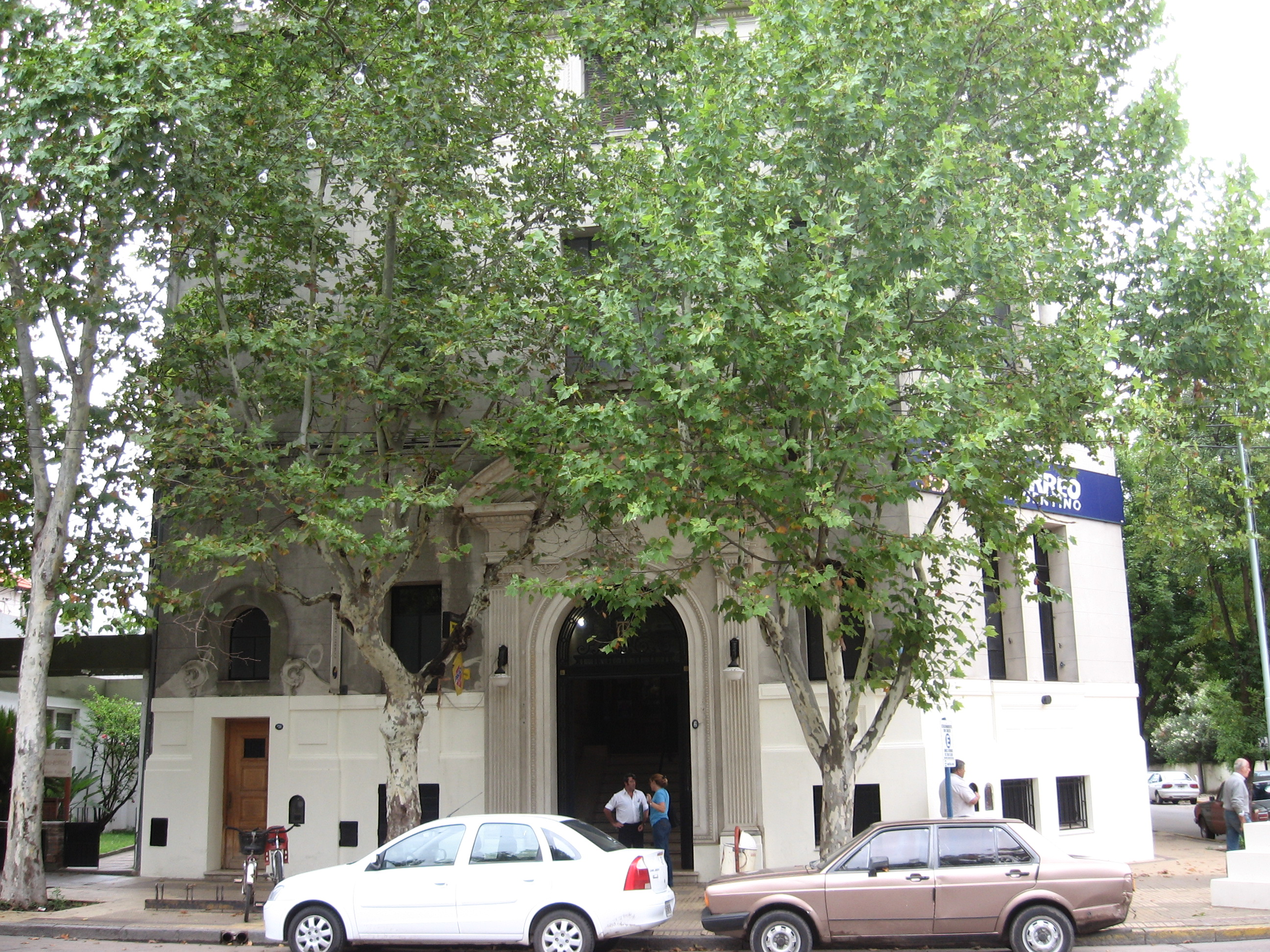
Sucursal del Correo Argentino en Mercedes.
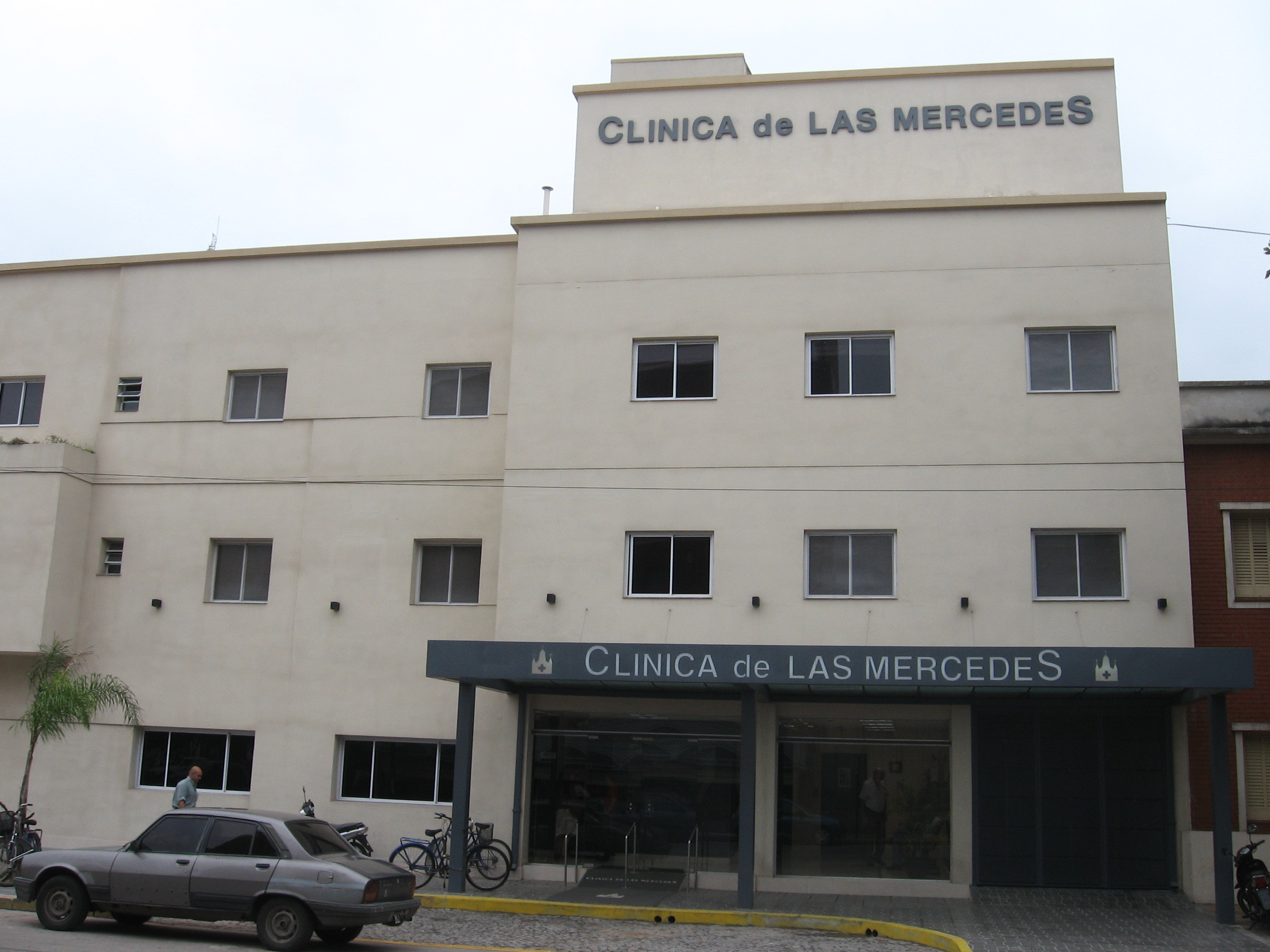
Clínica de las Mercedes, ubicada sobre la Av. 29 esquina 16.
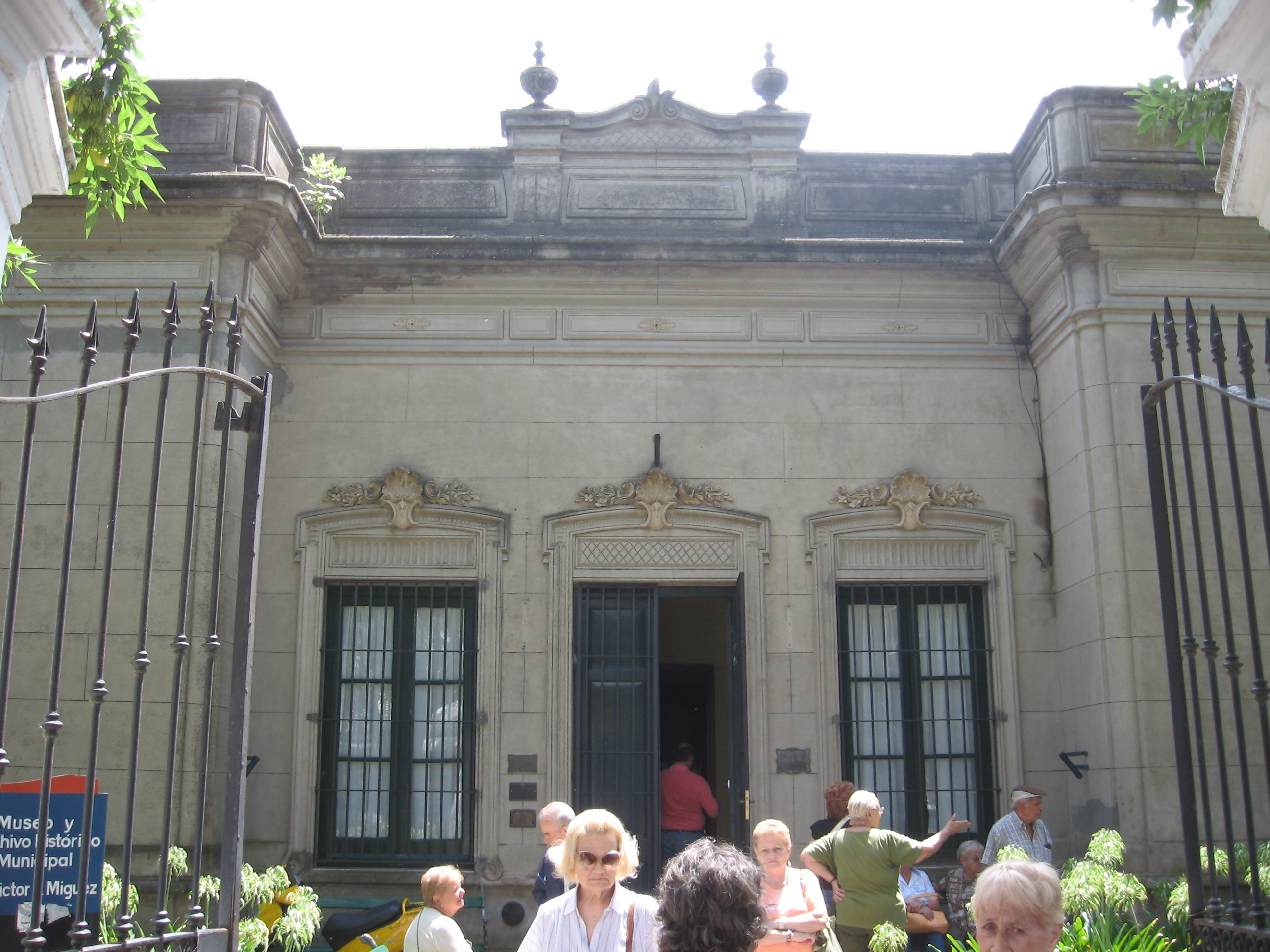
Museo Histórico «Víctor Míguez».
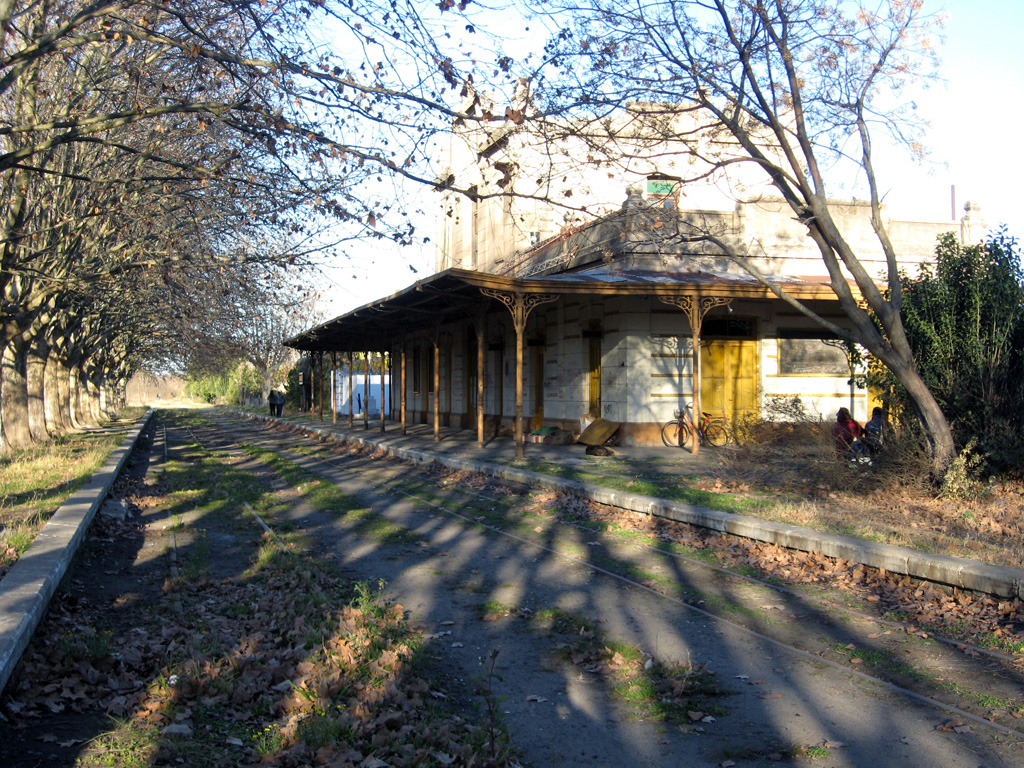
Estación Mercedes (Belgrano), ubicada en la calle 40 y 29. Actualmente está sin funcionamiento.
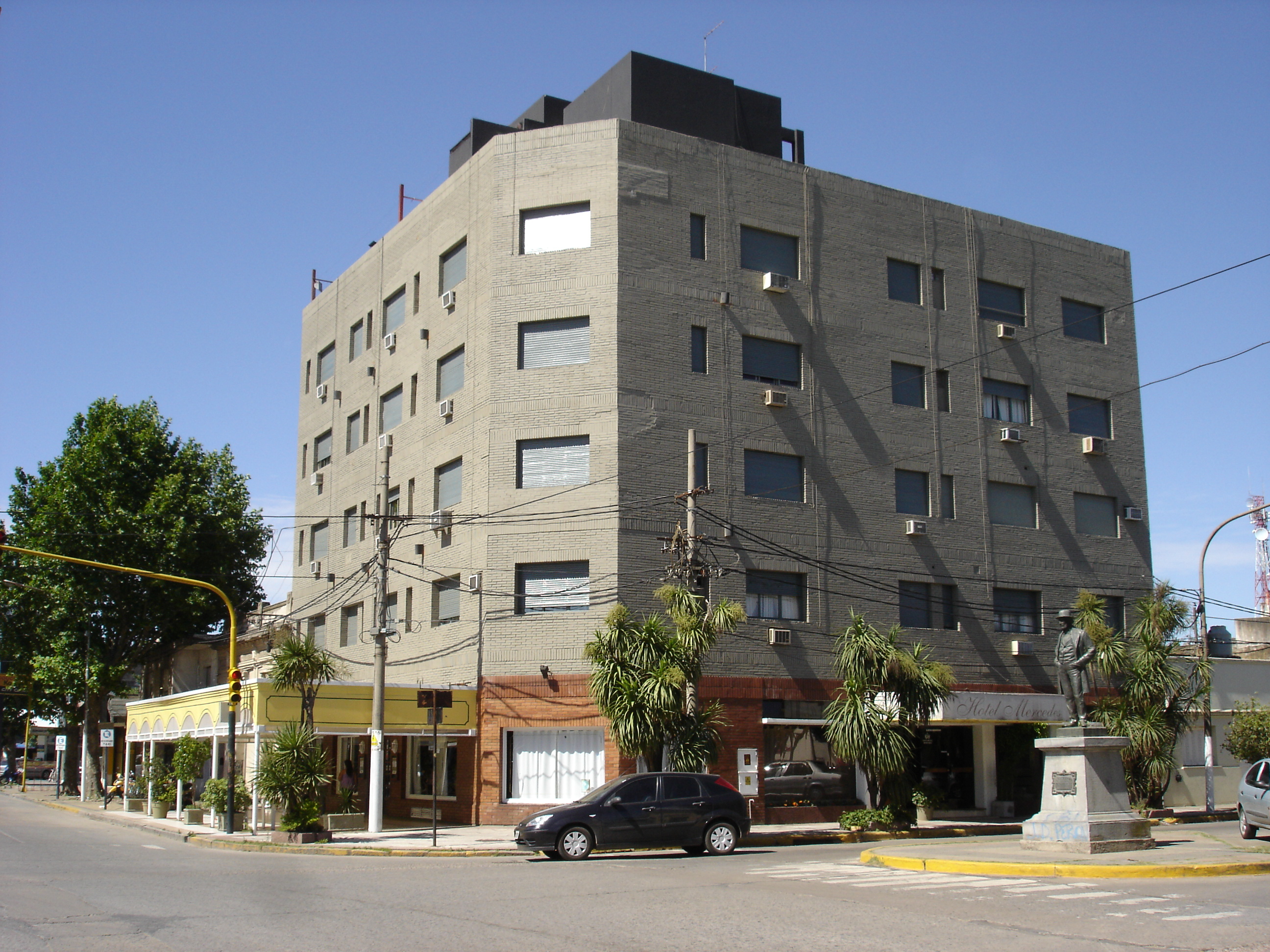
Gran Hotel Mercedes, ubicado en la calle 16 690.
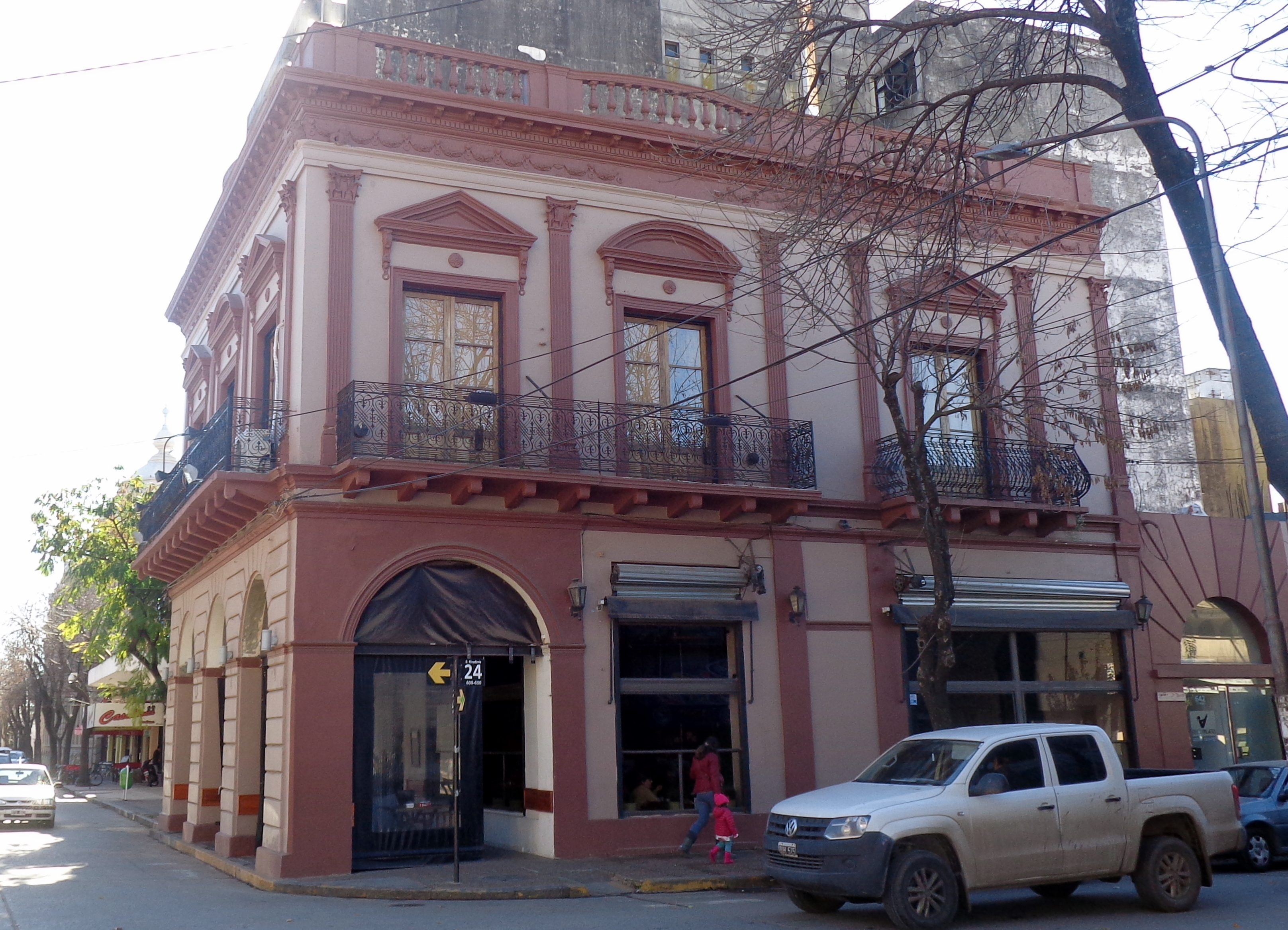
Restaurante La Recova, ubicado en la calle 27 esquina 24.
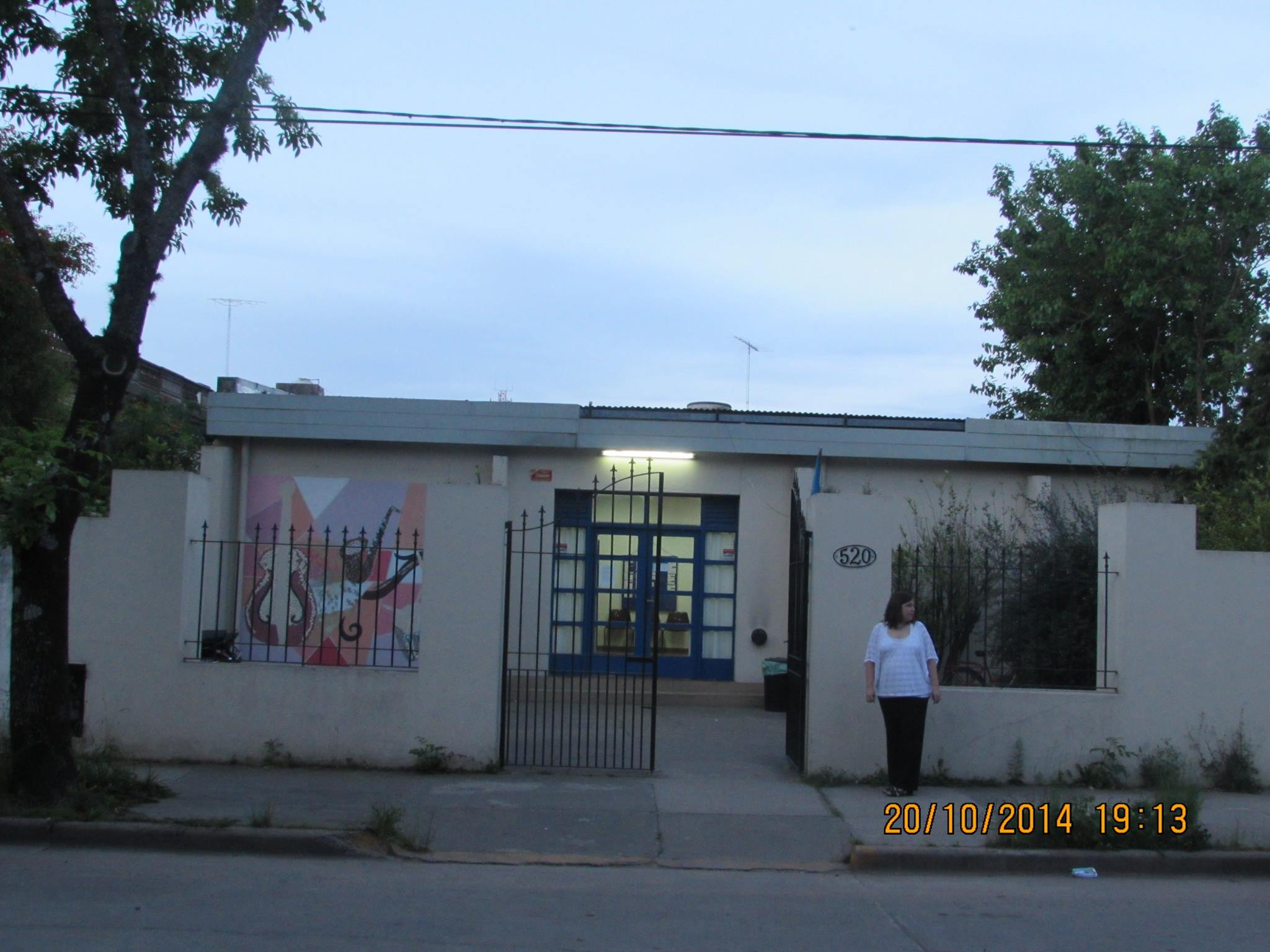
Conservatorio en calle 12 520, entre calles 21 y 23.

## Parroquias de la Iglesia católica en Mercedes
| Arquidiócesis | Mercedes-Luján |
| ------------- | --- |
| Parroquias    | San José Obrero, San Luis Gonzaga, San Patricio, San Vicente de Paúl, Cristo Rey, Catedral basílica Nuestra Señora de las Mercedes |